# طبقه‌بندی ویروس‌ها
طبقه‌بندی ویروس‌ها‍ فرایند نام‌گذاری ویروس‌ها و قرار دادن آن‌ها در یک سیستم طبقه‌بندی مشابه سیستم‌های طبقه‌بندی مورد استفاده برای سایر موجودات مانند یوکاریوت‌ها و پروکاریوت‌ها است.
از زمان کشف ویروس‌ها روش‌های مختلفی برای نام‌گذاری و طبقه‌بندی آن‌ها پیشنهاد شده است. ویروس‌ها بر اساس ویژگی‌های مختلف فنوتیپی، مانند مورفولوژی، نوع اسید نوکلئیک، نحوهٔ تکثیر، ارگانیسم‌های میزبان و نوع بیماری ایجاد شده توسط ویروس، طبقه‌بندی شده‌اند. طبقه‌بندی و نام‌گذاری رسمی ویروس‌ها بر عهدهٔ کمیتهٔ بین‌المللی طبقه‌بندی ویروس‌ها (ICTV) است.
به‌دلیل تفاوت‌های بارز ویروس‌ها با سایر اشکال حیات تا کنون استاندارد مشخصی برای نام‌گذاری ویروس‌ها مشابه نام‌های دوقسمتی جاندارانی چون جانوران، گیاهان و باکتری‌ها تعیین نشده است.

## سیستم طبقه‌بندی بالتیمور
این سیستم در سال ۱۹۷۱ توسط دانشمند برندهٔ جایزه نوبل به‌نام دیوید بالتیمور معرفی شده است و یکی از بهترین و معتبرترین روش‌های طبقه‌بندی ویروس‌ها است. در این روش طبقه‌بندی، ویروس‌ها بر اساس نوع محتوای ژنتیکی (دی‌ان‌ای یا آران‌ای) و تعداد و آرایش رشته‌های آن‌ها و نحوهٔ سنتز آران‌ای پیام‌رسان (mRNA) آن‌ها در هفت گروه مختلف قرار می‌گیرند.

طبقه‌بندی ویروس‌ها در روش طبقه‌بندی بالتیمور بر اساس روش سنتز mRNA ویروسی است.

### ویروس‌های دارای دی‌ان‌ای
- گروه I: ویروس‌های این گروه دارای دی‌ان‌ای دورشته‌ای هستند. مانند ویروس آبله‌مرغان و تبخال
- گروه II: ویروس‌های این گروه، دارای دی‌ان‌ای تک‌رشته‌ای هستند.[۳]

| خانوادهٔ ویروس      | مثال‌ها (نام‌های عمومی)                                                     | برهنه / پوشش‌دار | تقارن کپسید | نوع ژنوم                       | گروه   |
| ------------------ | ------------------------------------------------------------------------- | --------------- | ----------- | ------------------------------ | ------ |
| ۱ آدنوویریده       | ویروس هپاتیت سگ، برخی از انواع سرماخوردگی                                 | برهنه           | بیست‌وجهی    | دورشته‌ای                       | I      |
| 2 Papovaviridae    | ویروس جی‌سی، ویروس پاپیلوم انسانی                                          | برهنه           | بیست‌وجهی    | دورشته‌ای حلقوی                 | I      |
| ۳ پاروویریده       | پارواویروس بی۱۹، پاروویروس سگ                                             | برهنه           | بیست‌وجهی    | تک‌رشته‌ای                       | II     |
| ۴ هرپس‌ویروسان      | ویروس هرپس سیمپلکس، ویروس واریسلا زوستر، سیتومگالوویروس، ویروس اپشتین–بار | پوشش‌دار         | بیست‌وجهی    | دورشته‌ای                       | I      |
| ۵ پاکس ویریده      | ویروس آبله، آبله گاوی، ویروس آبله‌میمون، ویروس واکسین                      | پیچیده          | مجتمع       | دورشته‌ای                       | I      |
| 6. Anelloviridae   | ویروس گشتاور تنو                                                          | برهنه           | بیست‌وجهی    | تک‌رشته‌ای حلقوی                 | II     |
| 7. Pleolipoviridae | HHPV1، HRPV1                                                              | پوشش‌دار         |             | تک‌رشته‌ای، دورشته‌ای خطی و حلقوی | I / II |

### ویروس‌های دارای آران‌ای
- گروه III: این ویروس‌ها دارای ژنوم آران‌ای دورشته‌ای هستند. به‌عنوان مثال روتاویروس
- گروه IV: ویروس‌های دارای ژنوم آران‌ای تک‌رشته‌ای با جهت مثبت هستند. ویروس‌های شناخته‌شدهٔ زیادی در این گروه جای دارند از جمله پیکورناویروس‌ها (خانواده‌ای از ویروس‌ها که شامل ویروس‌های شناخته‌شده‌ای مانند ویروس هپاتیت آ، انتروویروس‌ها، راینوویروس‌ها، ویروس فلج اطفال و ویروس پا و دهان)، ویروس نشانگان تنفسی حاد، هپاتیت سی، ویروس تب زرد و ویروس سرخچه.[۳]
- گروه V: ویروس‌های دارای ژنوم آران‌ای تک‌رشته‌ای با جهت منفی هستند. ویروس‌های ابولا و ماربورگ به همراه ویروس آنفلوانزا، سرخک، اوریون و هاری از اعضای شناخته‌شدهٔ این گروه هستند.

| خانوادهٔ ویروس                         | مثال‌ها (نام‌های عمومی) | برهنه / پوشش‌دار | تقارن کپسید | نوع ژنوم    | گروه |
| ------------------------------------- | --- | --------------- | ----------- | ----------- | ---- |
| 1. Reoviridae                         | Reovirus, rotavirus (روتاویروس) | برهنه           | بیست‌وجهی    | دورشته‌ای    | III  |
| 2. Picornaviridae (پیکورناویروس)      | Enterovirus(انتروویروس), rhinovirus(راینوویروس), hepatovirus, cardiovirus(کاردیوویروس), aphthovirus, poliovirus(پولیوویروس), parechovirus, erbovirus, kobuvirus, teschovirus, coxsackie | برهنه           | بیست‌وجهی    | تک‌رشته‌ای    | IV   |
| 3. Caliciviridae (ویروس کالیسی)       | Norwalk virus (نوروویروس) | برهنه           | بیست‌وجهی    | تک‌رشته‌ای    | IV   |
| 4. Togaviridae                        | Eastern equine encephalitis | دارای پوشش      | بیست‌وجهی    | تک‌رشته‌ای    | IV   |
| 5. Arenaviridae                       | Lymphocytic choriomeningitis virus, Lassa fever | دارای پوشش      | مجتمع       | تک‌رشته‌ای(-) | V    |
| 6. Flaviviridae                       | Dengue virus (ویروس تب دنگی) hepatitis C virus (هپاتیت سی) yellow fever (تب زرد) Zika virus (ویروس زیکا)                                                                                | دارای پوشش      | بیست‌وجهی    | تک‌رشته‌ای    | IV   |
| 7. Orthomyxoviridae (ارتومیکسوویریده) | Influenzavirus A ویروس آنفلوانزای A), influenzavirus B, influenzavirus C, isavirus, thogotovirus (ویروس کنه)                                                                            | دارای پوشش      | مارپیچ      | تک‌رشته‌ای(-) | V    |
| 8. Paramyxoviridae                    | Measles virus, mumps virus(ویروس اوریون), respiratory syncytial virus(ویروس سین‌سیشیال تنفسی), Rinderpest(طاعون گاوی) virus, canine distemper virus(هاری سگ‌سانان)                        | دارای پوشش      | مارپیچ      | تک‌رشته‌ای(-) | V    |
| 9. Bunyaviridae (بانیاویرالز)         | California encephalitis virus, Sin nombre virus | دارای پوشش      | مارپیچ      | تک‌رشته‌ای(-) | V    |
| 10. Rhabdoviridae (ویرویس‌های میله‌ای)  | Rabies virus, Vesicular stomatitis | دارای پوشش      | مارپیچ      | تک‌رشته‌ای(-) | V    |
| 11. Filoviridae                       | Ebola virus(ویروس ابولا), Marburg virus(ویروس ماربورگ) | دارای پوشش      | مارپیچ      | تک‌رشته‌ای(-) | V    |
| 12. Coronaviridae (کروناویریده)       | SARS-CoV-2 (کروناویروس سندرم حاد تنفسی ۲), MERS(نشانگان تنفسی خاورمیانه) | دارای پوشش      | مارپیچ      | تک‌رشته‌ای    | IV   |
| 13. Astroviridae                      | Astrovirus | برهنه           | بیست‌وجهی    | تک‌رشته‌ای    | IV   |
| 14. Bornaviridae                      | Borna disease virus | دارای پوشش      | مارپیچ      | تک‌رشته‌ای(-) | V    |
| 15. Arteriviridae                     | Arterivirus, equine arteritis virus | دارای پوشش      | بیست‌وجهی    | تک‌رشته‌ای    | IV   |
| 16. Hepeviridae                       | Hepatitis E virus | برهنه           | بیست‌وجهی    | تک‌رشته‌ای    | IV   |

### ویروس‌های رونوشت‌بردار معکوس
- گروه VI: این ویروس‌ها دارای آران‌ای تک‌رشته‌ای هستند و از طریق یک دی‌ان‌ای واسط تکثیر می‌شوند. این دسته شامل خانوادهٔ رتروویروس‌ها بوده و ویروس اچ‌آی‌وی نیز در همین خانواده طبقه‌بندی می‌شود.
- گروه VII: این ویروس‌ها دارای ژنوم دی‌ان‌ای دورشته‌ای هستند و با رونوشت‌برداری معکوس تکثیر می‌شوند. هپاتیت ب را می‌توان در این گروه یافت.[۴]

| خانوادهٔ ویروس    | مثال‌ها (نام‌های عمومی) | برهنه / پوشش‌دار | تقارن کپسید | نوع ژنوم                 | گروه |
| ---------------- | --------------------- | --------------- | ----------- | ------------------------ | ---- |
| ۱ رتروویروس‌ها    | اچ‌آی‌وی                | پوشش‌دار         |             | آران‌ای دایمر             | VI   |
| ۲. کاولیموویریده |                       | برهنه           |             |                          | VII  |
| ۳. هپادناویریده  | ویروس هپاتیت بی       | پوشش‌دار         | بیست‌وجهی    | حلقوی، تا حدودی دورشته‌ای | VII  |